# دارين هيل (لاعب كرة قدم)
دارين هيل (بالإنجليزية: Darren Hill)‏ (3 ديسمبر 1981 - ) هو مدرب كرة قدم ولاعب كرة قدم بريطاني في مركز حراسة المرمى. لعب مع نادي فالكيرك وهاميلتون أكاديميكال ونادي ستيرلينغشير الشرقية ونادي اربوراث وفورفار أثلتيك ‏.

## وصلات خارجية
- دارين هيل على موقع قاعدة بيانات كرة القدم.إي يو (الإنجليزية)
- دارين هيل على موقع Soccerbase.com (لاعب) (الإنجليزية)